# Skocznia narciarska w Skawicy
Skocznia narciarska w Skawicy – amatorska skocznia narciarska o punkcie konstrukcyjnym K20 i rozmiarze skoczni HS24.
Skocznią zajmuje się klub sportowy Huragan Skawica wraz z Małgorzatą Pacygą, sołtysem wsi Skawica.

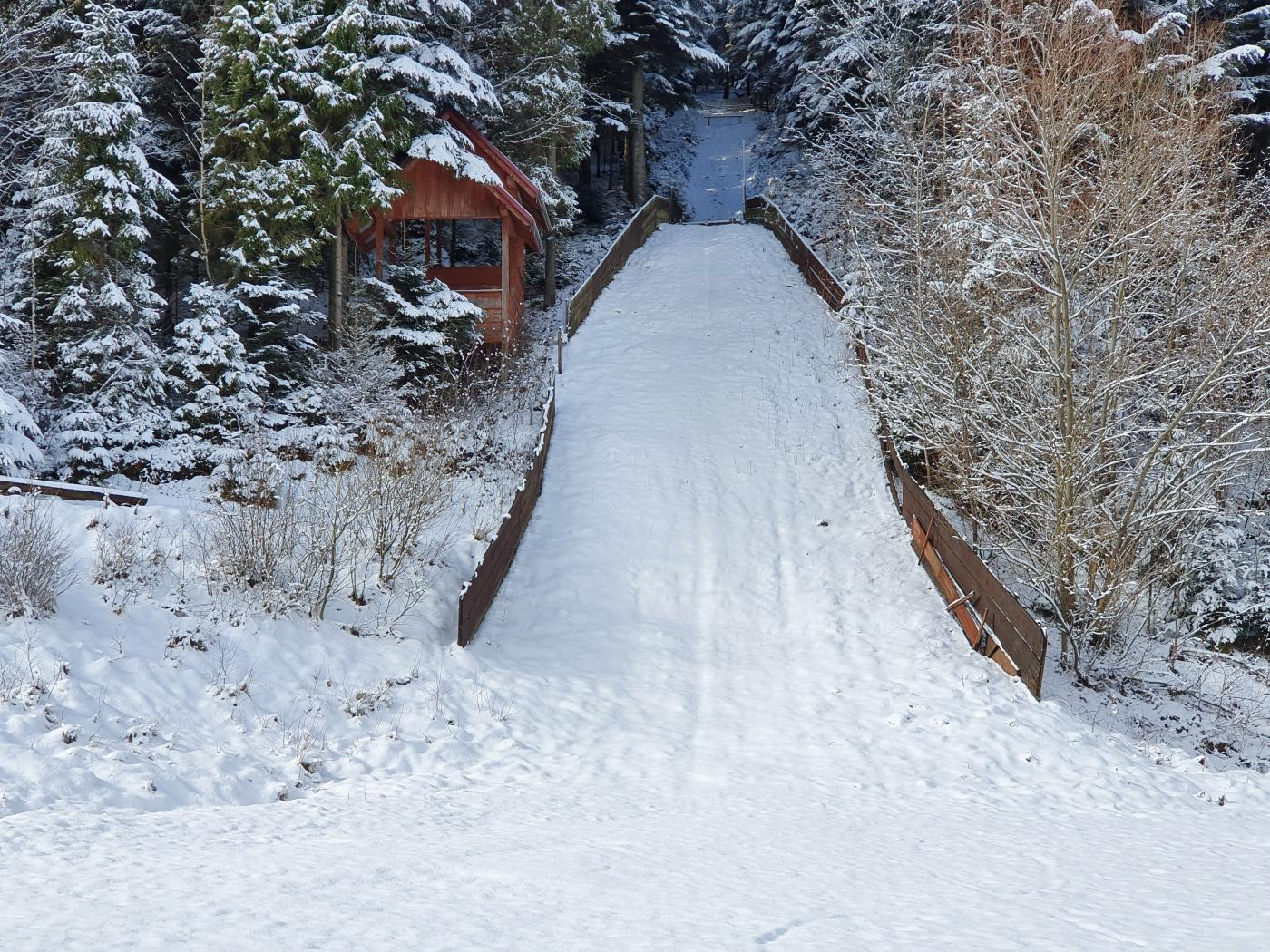
Skocznia w Skawicy zimą

## Historia
Skocznia została zaprojektowana i wybudowana w 2004 roku. Cyklicznie odbywają się na niej Mistrzostwa Polski Południowej Amatorów w Skokach Narciarskich, objęte od 2018 r. patronatem Kamila Stocha. Przy skoczni od 2006 r. działa sportowa sekcja skoków narciarskich klubu LKS „Huragan” Skawica. Oficjalny rekord skoczni wynosi 28,5 m od 2012 r.
Niemal każdego roku gościem honorowym jest Bronisław Stoch, ojciec lidera kadry narodowej Kamila Stocha.

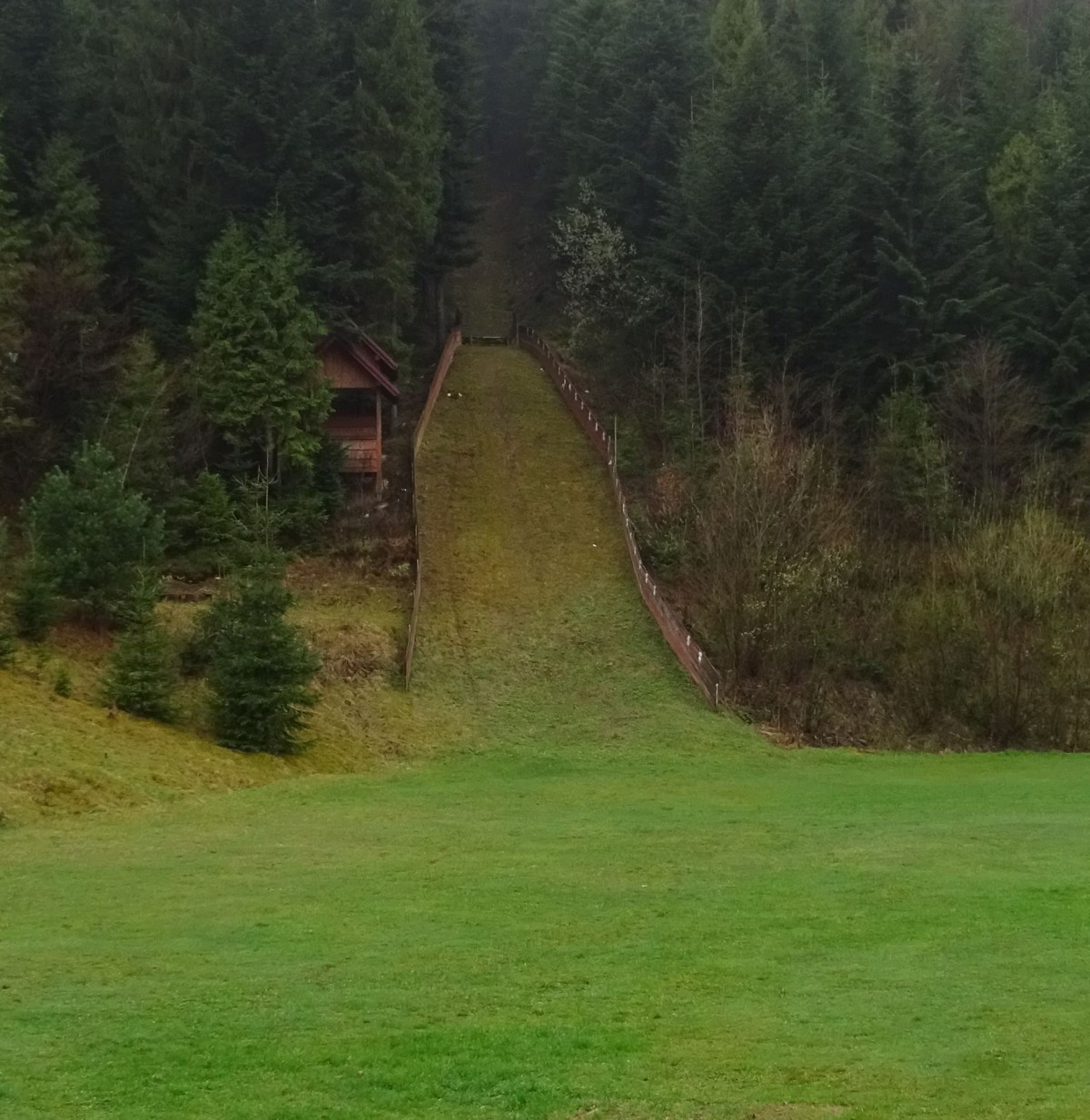
Skocznia w Skawicy latem

## Dane skoczni
- Punkt Konstrukcyjny – K20
- Rozmiar Skoczni – HS24
- Rekordzista – 28,5 m Mateusz Dyrcz (12 lutego 2012)[4]
- Igielit – brak